# Le Gué-de-Longroi
Le Gué-de-Longroi ist eine französische Gemeinde mit 889 Einwohnern (Stand: 1. Januar 2022) im Département Eure-et-Loir in der Region Centre-Val de Loire (bis 2015 Centre). Die Gemeinde gehört zum Arrondissement Chartres und zum 2017 gegründeten Gemeindeverband Portes Euréliennes d’Île-de-France.
Zur Gemeinde gehören die Ortschaften Saint-Chéron-du-Chemin, Occonville und Angles.

## Geografie
Le Gué-de-Longroi liegt im Norden der Landschaft Beauce, 19 Kilometer ostnordöstlich von Chartres und etwa 60 Kilometer südöstlich von Paris. Umgeben wird Le Gué-de-Longroi von den Nachbargemeinden Ymeray im Norden, Auneau-Bleury-Saint-Symphorien im Nordosten, Levainville im Osten, Oinville-sous-Auneau im Süden, Umpeau im Westen und Südwesten sowie Champseru im Westen und Nordwesten.

## Bevölkerungsentwicklung
| Jahr                       | 1962 | 1968 | 1975 | 1982 | 1990 | 1999 | 2006 | 2018 |
| Einwohner                  | 320  | 318  | 354  | 461  | 733  | 718  | 746  | 946  |
| Quellen: Cassini und INSEE |      |      |      |      |      |      |      |      |

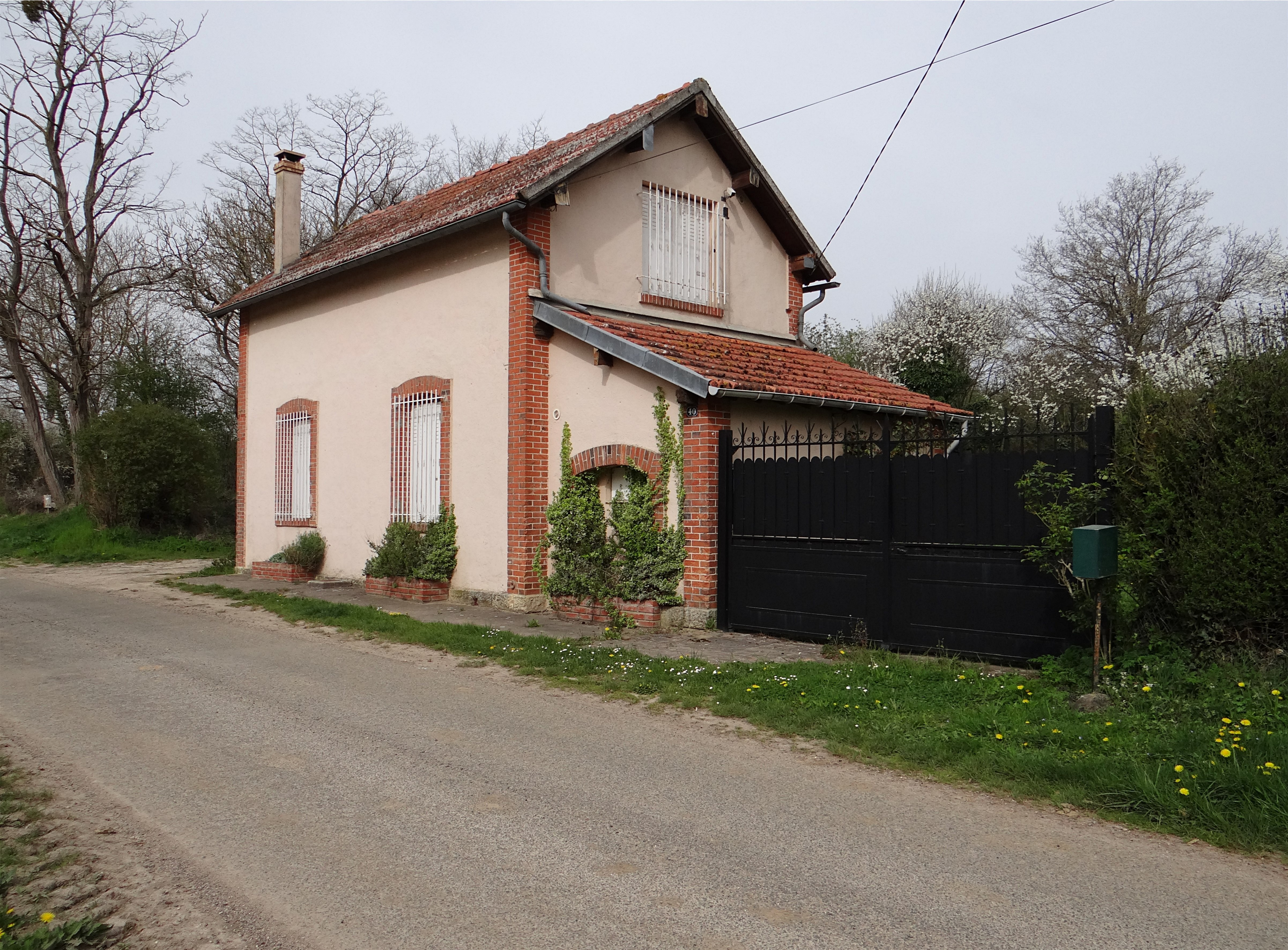
Ehemaliger Bahnhof
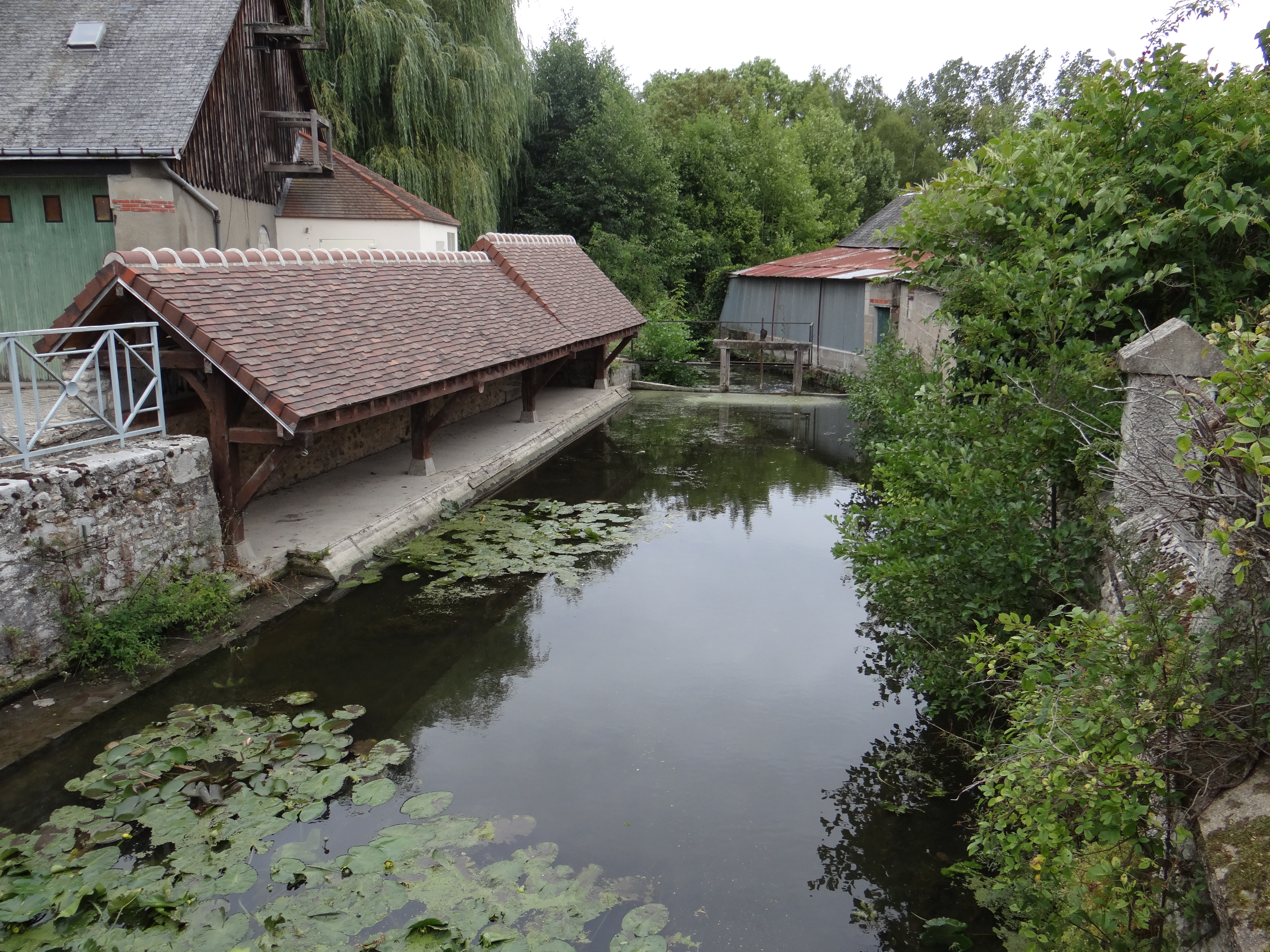
Lavoir